# 이응 (퓨어 킴의 음반)
《이응》은 대한민국의 가수 퓨어 킴의 정규 음반이다. 2012년 2월 2일에 발매되었다.

## 트랙 리스트
| #   | 제목   | 작사    | 작곡    | 편곡    | 재생 시간 |
| --- | ------ | ------- | ------- | ------- | --------- |
| 1.  | 〈아〉 | 퓨어 킴 | 퓨어 킴 | 퓨어 킴 | 1:53      |
| 2.  | 〈야〉 | 퓨어 킴 | 퓨어 킴 | 퓨어 킴 | 4:09      |
| 3.  | 〈어〉 | 퓨어 킴 | 퓨어 킴 | 퓨어 킴 | 4:42      |
| 4.  | 〈여〉 | 퓨어 킴 | 퓨어 킴 | 퓨어 킴 | 4:59      |
| 5.  | 〈오〉 | 퓨어 킴 | 퓨어 킴 | 퓨어 킴 | 3:51      |
| 6.  | 〈요〉 | 퓨어 킴 | 퓨어 킴 | 퓨어 킴 | 3:43      |
| 7.  | 〈우〉 | 퓨어 킴 | 퓨어 킴 | 퓨어 킴 | 5:51      |
| 8.  | 〈유〉 | 퓨어 킴 | 퓨어 킴 | 퓨어 킴 | 3:29      |
| 9.  | 〈으〉 | 퓨어 킴 | 퓨어 킴 | 퓨어 킴 | 3:50      |
| 10. | 〈이〉 | 퓨어 킴 | 퓨어 킴 | 퓨어 킴 | 4:00      |

## 평가
| 전문가 평가 | 전문가 평가 |
| 평가 점수   | 평가 점수   |
| 출처        | 점수        |
| ----------- | ----------- |
| 이즘        | 4/별        |
| 웨이브      | 8/별        |

이즘의 여인협은 "노랫말들은 노래를 위해 쓰인 언어들이라기보다는 차라리 온전한 시에 더 가깝다는 인상을 준다. 음악 없이 가사만 보아도 잘 만들어진 시집 한 편을 읽는 기분이다. '관계'에 대해 때로는 철없이, 때로는 깊이 성찰하는 시어들이 속을 풍성하게 채우고 있다. 이만큼이나 개성이 확고한 여성 솔로 아티스트를 만난 것도 참 오랜만인 것 같다. 들을수록 더 알고 싶다는 마음이 생긴다.이 여자의 음악이 정말 매력적이라는 것이다."며 별점 5점 만점 중 4점을 부여하였다. 웨이브의 우해미는 "호기심을 자극하는 보컬, 귀에 씹히는 재미가 있는 가사, 음산하지만 불쾌하지 않은 기묘한 분위기. 이 삼박자가 어우러져 ‘이응’이 되었다."며 별점 10점 만점 중 8점을 부여하였다. 또한 웨이브는 《이응》을 [weiv]가 선정한 2012 국내 베스트 앨범 15으로 선정하였다.